# Wilhelm Stolpe
Karl Wilhelm Lorenz Stolpe, född 10 mars 1832 i Gävle, död 11 juli 1906 i Umeå, var en svensk militär och stadsingenjör.

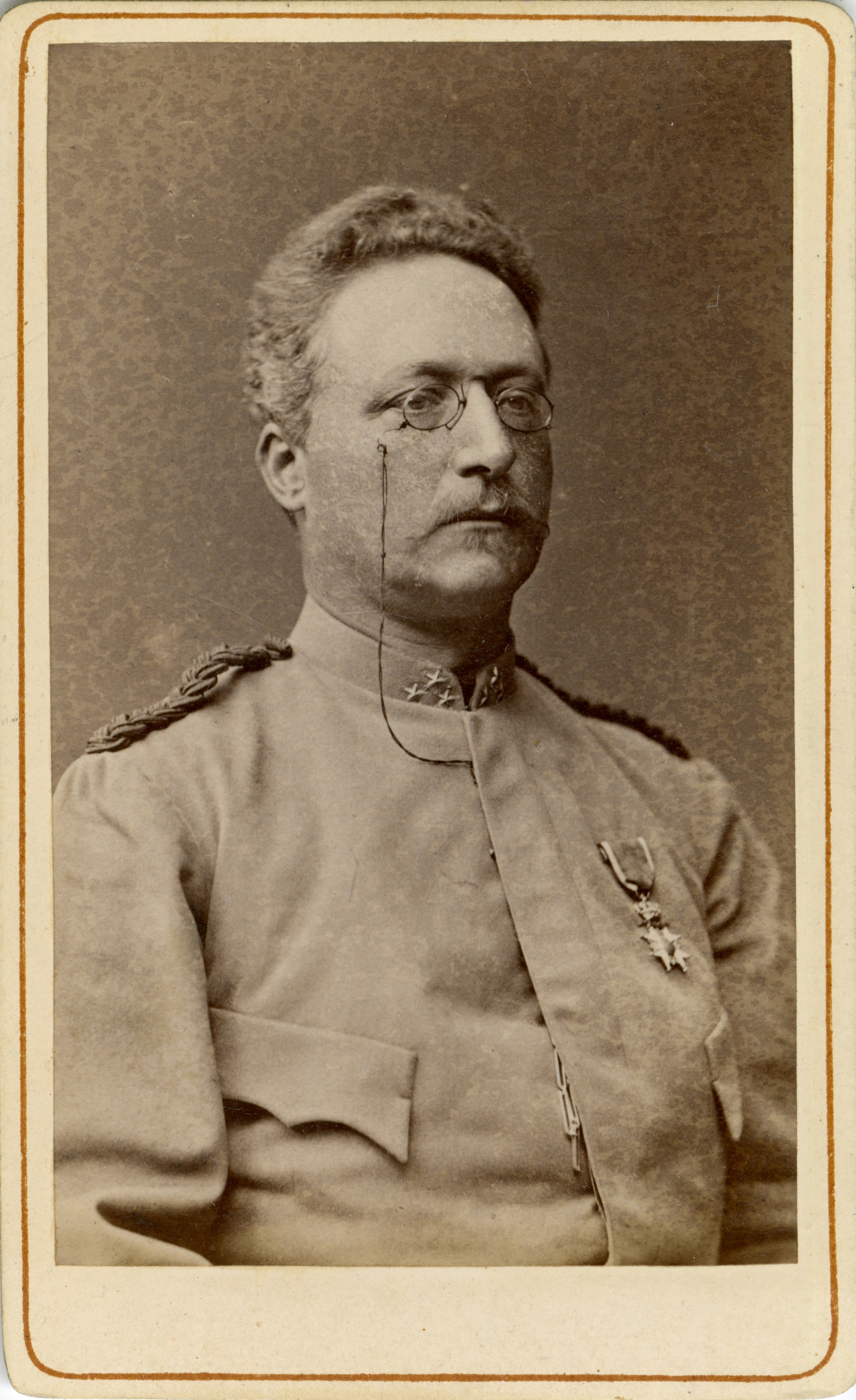
Wilhelm Stolpe.

Stolpe blev underlöjtnant vid Ingenjörkåren 1854, löjtnant 1858, kapten vid Fortifikationen 1867, major i armén 1876 och vid Fortifikationen 1878, var chef för Pontonjärbataljonen 1878–1881 och för Sappörbataljonen 1881–1890, blev överstelöjtnant 1887, erhöll avsked med tillstånd att kvarstå såsom överstelöjtnant i Fortifikationens reserv 1890 och var slutligen stadsingenjör i Umeå stad 1890–1902. Vid 70 års ålder gick han i pension och erhöll av Umeå stad 1 000 kronor årligen under hans återstående livstid. Stolpe blev riddare av Svärdsorden 1874. Han vilar på Västra kyrkogården i Umeå.

## Familj
Wilhelm Stolpe var bror till arkeologen Hjalmar Stolpe (1841–1905) och son till justitieborgmästaren i Norrköping Carl Johan Stolpe och Katarina Vilhelmina Charlotta Eckhoff. Wilhelm Stolpe var från 1881 gift med Alma Hedvig Vilhelmina Ekeberg (1855–1932). Paret hade barnen Gudrun 1882, Hertrud 1883, Karl 1884, Arngerd 1887, Sigrun 1891 samt Wilhelm 1894.